# Samuel Cohen (Physiker)
Samuel T. Cohen (* 25. Januar 1921 in Brooklyn, New York; † 28. November 2010 in Los Angeles, Kalifornien) war ein US-amerikanischer Physiker. Er ist der Erfinder der Neutronenbombe.

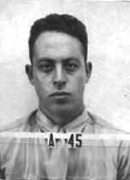
Foto von Samuel T. Cohen auf einem Lichtbildausweis des Los Alamos National Laboratory

## Kindheit, Jugend und Privates
Samuel Cohens Eltern Lazarus und Jenny Cohen stammten aus österreichisch-jüdischen  Familien und wanderten über Großbritannien in die USA ein. Sein Vater war Zimmermann von Beruf, seine Mutter Hausfrau. 1925 zog die Familie von New York nach Los Angeles, wo Samuel Cohen die Schule besuchte.
Cohen war von 1948 bis 1952 mit Barbara Bissell verheiratet. Im Jahr 1960 heiratete er in zweiter Ehe Margaret Munnermann. Aus der Ehe, die bis zu Cohens Tod hielt, gingen drei Kinder, zwei Söhne und eine Tochter, hervor.

## Ausbildung, erste Berufsjahre
Samuel Cohen erhielt seinen Doktorgrad in Physik von der University of California, Los Angeles. Nach dem japanischen Angriff auf Pearl Harbor am 7. Dezember 1941 trat er der amerikanischen Armee bei. 1944 wurde er dem Manhattan-Projekt als Mitarbeiter zugewiesen. Seine Aufgabe bestand in der Berechnung des Verhaltens von Neutronen innerhalb der Atombombe Fat Man, die am 9. August 1945 über der japanischen Stadt Nagasaki abgeworfen wurde.

## Nach dem Zweiten Weltkrieg
Nach dem Ende des Zweiten Weltkrieges arbeitete er für die amerikanische Denkfabrik RAND Corporation, die nach dem Krieg gegründet wurde, um die Streitkräfte der USA zu beraten. 1950 wurden seine Berechnungen über die Strahlungsintensität von radioaktivem Fallout als Anhang in Samuel Glasstones und Phillip J. Dolans Buch „The Effects of Nuclear Weapons“ veröffentlicht.

## Cohens Vorstellung einer sauberen Atombombe
Samuel Cohen war zeit seines Lebens besessen von der Idee der Neutronenbombe als einer im Vergleich zu anderen Kernwaffen sauberen Bombe (engl.: 'a clean bomb'). Diese von ihm selbst mitgeprägte Formulierung basiert auf dem Umstand, dass Neutronenbomben bis zu 95 Prozent der von ihnen freigesetzten Energie aus der Kernfusion beziehen, was den radioaktiven Fallout und damit die langfristige Kontamination des Einsatzgebietes sehr stark vermindern würde.
Während des Koreakrieges im Jahre 1951 besuchte er Seoul, das er infolge unzähliger Bombenangriffe als zerstörte Stadt kennenlernte, in der das zivile Leben komplett zusammengebrochen war und die Überlebenden Abwasser trinken mussten. Angesichts dieser Bilder kam Cohen zu der Überlegung, eine Nuklearwaffe zu bauen, die in der Lage sein sollte, einen Krieg schnell zu entscheiden, ohne die zivile Infrastruktur für die Überlebenden in dem Maße zu zerstören, wie sie konventionelle Kriegsführung oder herkömmliche Atomwaffen zerstören.
Er entwickelte die Vorstellung einer Kernwaffe auf Fusionsbasis, die idealerweise ihre gesamte Energie in Form von Neutronen-Strahlung freigibt (Neutronenbombe). Die so freigesetzte Strahlung würde alles Leben in unmittelbarer Umgebung töten und im Gegensatz zu herkömmlichen Atomwaffen nur kurzlebige Sekundärstrahlung zurücklassen.
Er plante eine Waffe mit einer Sprengkraft von einem Zehntel der Hiroshima-Bombe, die, wenn sie in einer Höhe von 1 km (3000 Fuß) gezündet würde, alles Leben im Umkreis einer Meile (ca. 1,6 km) töten sollte, ohne schwere Explosionsschäden zu verursachen. In seinen Augen war eine solche Waffe zivilisierter als Wasserstoffbomben mit ihrem riesigen Zerstörungspotential. Seiner Überzeugung nach würde eine solche Waffe keine Verwundeten bzw. Verstümmelten hinterlassen, was er angesichts schwerer Kriegsverletzungen als positiv bewertete. Die Opfer wären entweder sofort tot oder würden sich, seiner Ansicht nach, nach einer Phase der Übelkeit und des Durchfalls wieder erholen. Das Risiko, infolge von radioaktiver Strahlung als Spätfolge an Krebs zu erkranken, verglich er dabei mit dem Risiko, durch Passivrauchen an Krebs zu erkranken.

Somit war die Neutronenbombe in seinen Augen eine moralisch vertretbare Waffe. Eine Erkenntnis, die folgendes Zitat von ihm zusammenfasst 

„The neutron bomb has to be the most moral weapon ever invented.“

Etwa: „Die Neutronenbombe wird die moralischste Waffe sein, die je erfunden wurde.“
Cohen blieb über lange Zeit erfolglos in dem Bemühen, die Generalität und wichtige Senatoren von seiner Erfindung zu überzeugen. Dies lag zum einen an einer Militärtaktik, die auf maximale Zerstörung beim Gegner ausgerichtet ist, einer Strategie, in die die Neutronenbombe nicht passt, zum anderen an wirtschaftlichen Interessen des militärisch-industriellen Komplexes an großen Bomben. Denn diese erfordern entsprechend teure und aufwendige Trägersysteme, die wiederum arbeitsintensiv herzustellen sind und damit Arbeitsplätze sichern, die sich in Wählerstimmen für die Senatoren widerspiegeln.

## Vietnamkrieg
Während des Vietnamkrieges warb Cohen erfolglos für den Einsatz kleiner Neutronenbomben, um den Krieg schneller zu beenden und amerikanischen Verlusten vorzubeugen. Seiner Ansicht nach war die Neutronenbombe ideal („a perfect fit“) für den Kampf gegen den Vietcong geeignet, dessen Guerillataktik darin bestand, sich in Höhlen und Wäldern Zuflucht zu suchen und in der Regel überfallartig anzugreifen.
Cohens vehementer Einsatz für die Verwendung von Neutronenbomben im Vietnamkrieg führte schließlich 1969 dazu, dass sich die RAND Corporation von ihm trennte. Denn dort wie auch in der Regierung vertrat man die Ansicht, der Ersteinsatz von Nuklearwaffen in einem asiatischen Land sei nach den Atombombenabwürfen auf Hiroshima und Nagasaki nicht erstrebenswert, weil er die Weltmeinung gegen die USA einnehmen würde. Der damalige Verteidigungsminister Robert McNamara ordnete dementsprechend auch an, keine Nuklearwaffen – egal welchen Typs – im Vietnamkrieg einzusetzen.

## Kalter Krieg
In den frühen 1970er Jahren war Cohen Mitglied im Los Alamos Tactical Nuclear Weapons Panel. Nachdem bis in die 1980er Jahre alle Versuche, das Militär von der Neutronenbombe zu überzeugen, fehlgeschlagen waren, ergab sich mit dem Amtsantritt von Ronald Reagan eine neue Chance für Cohen in seinem Bemühen, die Neutronenbombe ins Waffenarsenal der US-Streitkräfte einzuführen. Das Wettrüsten war auf einem neuen Höhepunkt und die Streitkräfte der USA und ihrer NATO-Verbündeten sahen sich mit einer zahlenmäßigen Übermacht an Kampfpanzern der Warschauer-Pakt-Staaten konfrontiert.
In diesem Umfeld stieg Cohen zu einem politischen Berater des kalifornischen Gouverneurs Ronald Reagan auf. Präsident Jimmy Carter hatte 1978 den Bau von Neutronenbomben erwogen aber schließlich doch abgelehnt. Als Reagan 1981 Präsident wurde, legte er die Pläne zum Bau der Waffe neu auf. Im August 1981 ordnete Reagan offiziell die Produktion an. Insgesamt wurden 700 Neutronenbomben gebaut, 350 Granaten und 350 Sprengköpfe vom Typ W70 Mod. 3 für Raketen vom Typ Lance.
Im Gegensatz zu Cohens ursprünglicher Planung, die Waffen in großer Höhe detonieren zu lassen, wurden diese so gebaut, dass sie in unmittelbarer Bodennähe detonieren. Damit sollte eine vom Militär gewünschte Maximierung des Explosivschadens erreicht werden. Insgesamt wurden zwei verschiedene Gefechtskopftypen entwickelt. Selbst nach Cohens eigenen Berechnungen hatte der größere der beiden Typen eine Sprengkraft, die über die der Bombe von Hiroshima hinausging. Darüber hinaus waren die Waffen für den Einsatz in Europa im Falle einer sowjetischen Invasion eingeplant. Sie sollten also auf dem Territorium verbündeter Staaten eingesetzt werden und waren entgegen Cohens ursprünglichen Entwürfen auf die Erzeugung von maximalen Explosivschäden hin ausgerichtet. Dies steht im Widerspruch zu seinem selbsterklärten Bestreben, Schäden zu minimieren und Opfer unter der Zivilbevölkerung durch kleinräumige Wirkung zu vermeiden.
Die aufkommende Kritik der europäischen Verbündeten an dieser Waffenform führte dazu, dass diese niemals in Europa stationiert und damit strategisch wertlos wurden, da sie immer als taktische Atomwaffen, also für den Einsatz im Gefechtsfeld, geplant waren. Unter Reagans Nachfolger George H. W. Bush wurde schließlich das komplette Arsenal an Neutronenbomben vernichtet.

## Nach dem Ende des Kalten Krieges / Rotes Quecksilber
Samuel Cohen war der Hauptbefürworter der Existenz von sogenanntem Rotem Quecksilber, einer Substanz, deren Existenz nicht wissenschaftlich anerkannt ist. In den 1990er Jahren behauptete Cohen nicht nur, dass diese Substanz existiere, sondern auch, dass es sich dabei um einen extrem starken konventionellen Sprengstoff handele. Dieser könne nach Cohens Überzeugung dazu verwendet werden, den auf Kernspaltung basierenden Zündmechanismus einer Wasserstoffbombe zu ersetzen. Damit würde sich deren Größe drastisch reduzieren (sog. „Micro Nukes“). Cohen beschrieb diese Bomben als baseballgroß und behauptete weiterhin, die Sowjetunion habe eine Anzahl dieser Bomben gebaut. Auf Basis dieser Behauptungen vertrat Cohen die Ansicht, jedwede Anstrengung zur Nonproliferation atomaren Materials sei von vorneherein hoffnungslos. Später behauptete er, dass 100 dieser Miniatombomben in den Händen von Terroristen seien und ferner, dass Saddam Hussein 50 von ihnen besitze, mit der Absicht, sie im Falle einer Invasion gegen vorrückende US-Truppen einzusetzen. Infolge solcher Behauptungen, die sich zum Teil als nachweislich falsch herausgestellt haben, war Cohen sehr umstritten.